# Seamus
Seamus è un brano del gruppo musicale britannico Pink Floyd, quinta traccia proveniente dall'album Meddle, pubblicato nel 1971.

## Descrizione
Il pezzo si costruisce su un giro di accordi blues creati da David Gilmour e prende il nome dal cane (appartenente a Steve Marriott, il chitarrista di Humble Pie e Small Faces) che ulula e guaisce per tutta la sua durata. Il brevissimo testo descrive cosa fa Seamus in cucina, sul far della sera.
In Pink Floyd: Live at Pompeii il regista Adrian Maben ha voluto che il gruppo suonasse il brano (in una forma molto alterata, strumentale, e intitolato Mademoiselle Nobs). In questa esecuzione, David Gilmour ha suonato l'armonica a bocca invece di cantare e Roger Waters ha suonato una chitarra Stratocaster. Una femmina di Borzoi di nome Nobs, che apparteneva a Madona Bouglione (la figlia del direttore circense Joseph Bouglione) è stata portata in studio per fornire l'"accompagnamento" di ululati al posto di Seamus. Si può udire anche un basso acustico nella registrazione, probabilmente sovrainciso durante il missaggio della colonna sonora del film.

## Formazione

### Album studio
- David Gilmour - chitarra acustica, voce; armonica a bocca nella versione presente in Pink Floyd: Live at Pompeii
- Roger Waters - basso; chitarra elettrica nella versione presente in Pink Floyd: Live at Pompeii
- Richard Wright - pianoforte; tiene il microfono davanti al cane tranquillizzandolo, nella versione presente in Pink Floyd: Live at Pompeii
- Seamus - guaiti